# (29746) 1999 BB25
A (29746) 1999 BB25 a Naprendszer kisbolygóövében található aszteroida. A LINEAR projekt keretében fedezték fel 1999. január 18-án.